# Norberto Fontana
 Norberto Edgardo Fontana va ser un pilot de curses automobilístiques argentí que va arribar a disputar curses de Fórmula 1.
Va néixer el 20 de gener del 1975 a Arrecifes, Argentina.

## A la F1
Norberto Fontana va debutar a la vuitena cursa de la temporada 1997 (la 48a temporada de la història) del campionat del món de la Fórmula 1, disputant el 29 de juny del 1997 el G.P. de França al circuit de Magny-Cours.
Va participar en un total de quatre curses puntuables pel campionat de la F1 disputades totes dins la temporada 1997 aconseguint una novena posició (en dues ocasions) com millor classificació en una cursa i no assolí cap punt vàlid pel campionat del món de pilots.

## Resultats a la Fórmula 1
| Any  | Equip                    | Xassís | Motor    | 1   | 2   | 3   | 4   | 5   | 6   | 7   | 8       | 9     | 10    | 11  | 12  | 13  | 14  | 15  | 16  | 17     | Posició | Punts |
| ---- | ------------------------ | ------ | -------- | --- | --- | --- | --- | --- | --- | --- | ------- | ----- | ----- | --- | --- | --- | --- | --- | --- | ------ | ------- | ----- |
| 1997 | Red Bull Sauber Petronas | Sauber | Petronas | AUS | BRA | ARG | SMR | MON | ESP | CAN | FRA Ret | GBR 9 | ALE 9 | HUN | BEL | ITA | AUT | LUX | JAP | EUR 14 | -       | 0     |

### Resum
| Curses: | Victòries: | Pòdiums: | Poles: | Voltes ràpides: | Punts: |
| ------- | ---------- | -------- | ------ | --------------- | ------ |
| 4 (4)   | 0          | 0        | 0      | 0               | 0      |